# 動産担保融資
動産担保融資（どうさんたんぽゆうし、英: Asset-based Lending、略称ABL) とは、米国で発達した主として売掛債権と棚卸資産を担保にした融資手法である。資産ベースの融資（Asset-based loan）の一種であるが、住宅ローンなど個人融資を除く、企業間融資を指すことが多い。近年日本の銀行でも似たような融資手法が導入されている。この担保となる資産には商標や特許など、いわゆる知的財産権も含まれることが特筆すべき点である。